# Helmut Kahl
Helmut Kahl (Berlino, 17 febbraio 1901 – 23 gennaio 1974) è stato un pentatleta tedesco.

## Palmarès
In carriera ha conseguito i seguenti risultati:
- Giochi olimpici:

Amsterdam 1928: bronzo nel pentathlon moderno.